# Angela Eiter
Angela Eiter (Imst, 27 de enero de 1986) es una deportista austríaca que compitió en escalada, especialista en la prueba de dificultad.
Ganó cuatro medallas de oro en el Campeonato Mundial de Escalada entre los años 2005 y 2012, y una medalla de oro en el Campeonato Europeo de Escalada de 2010. Además, consiguió una medalla de oro en los Juegos Mundiales de 2005.

## Palmarés internacional
| Campeonato Mundial | Campeonato Mundial | Campeonato Mundial | Campeonato Mundial |
| Año                | Lugar              | Medalla            | Prueba             |
| ------------------ | ------------------ | ------------------ | ------------------ |
| 2005               | Múnich (Alemania)  | Medalla de oro     | Dificultad         |
| 2007               | Avilés (España)    | Medalla de oro     | Dificultad         |
| 2011               | Arco (Italia)      | Medalla de oro     | Dificultad         |
| 2012               | París (Francia)    | Medalla de oro     | Dificultad         |
| Campeonato Europeo |                    |                    |                    |
| Año                | Lugar              | Medalla            | Prueba             |
| 2010               | Imst (Austria)     | Medalla de oro     | Dificultad         |